# Fort Smith (Territori del Nord-Ovest)
Fort Smith è un villaggio del Canada, situato nei Territori del Nord-Ovest, nella Regione di South Slave.

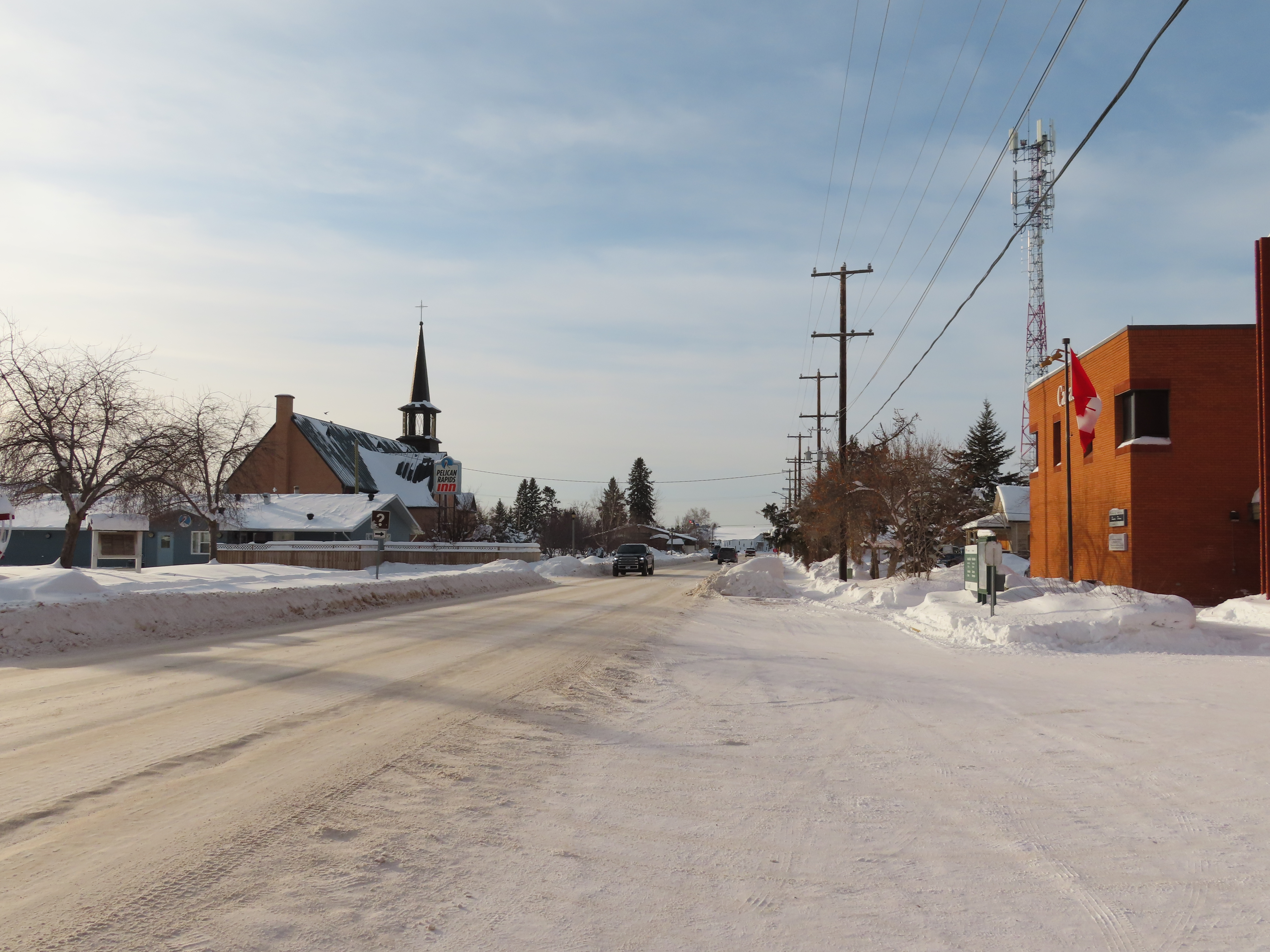
Fort Smith
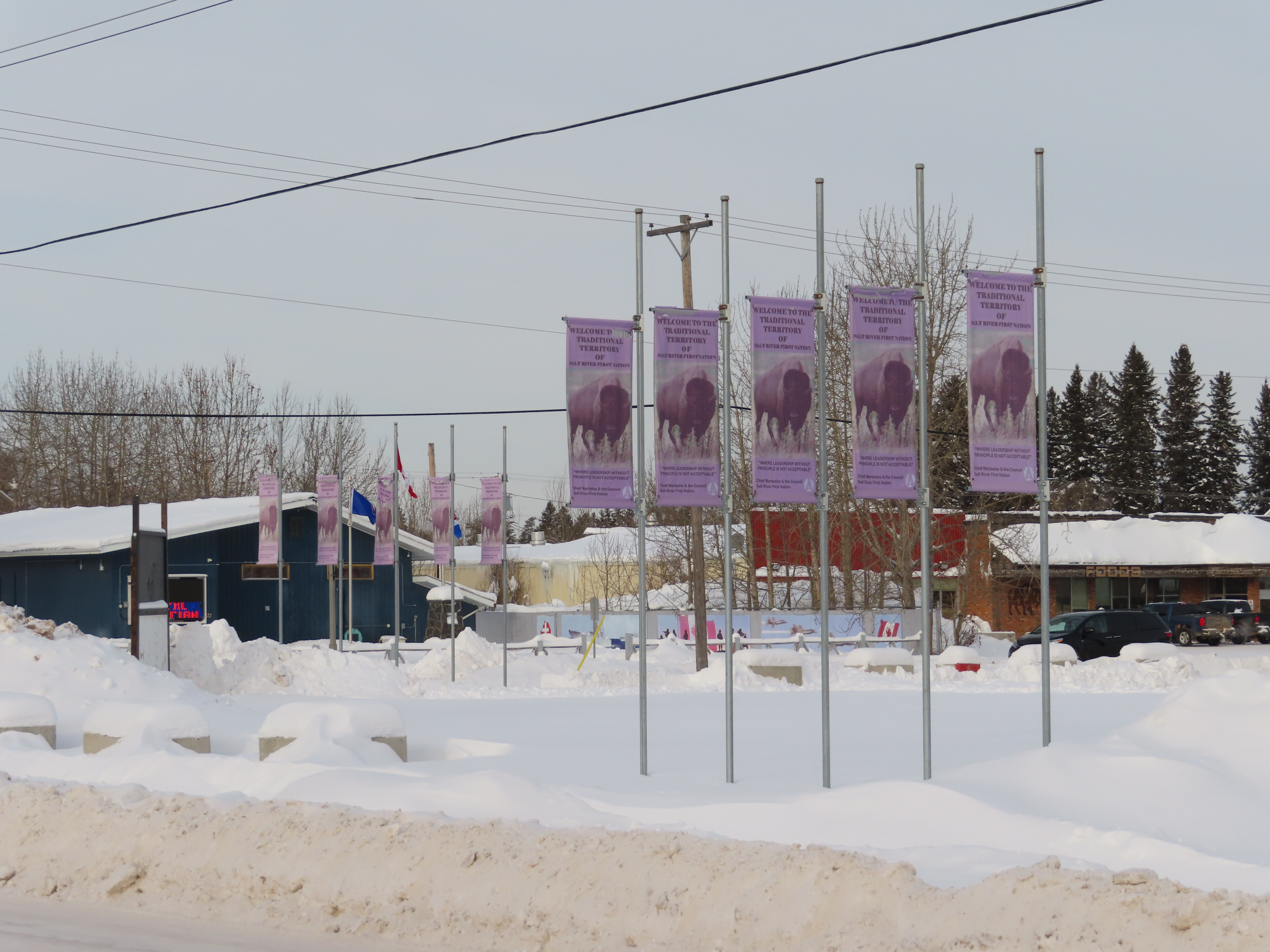
Fort Smith